# Kukrimon
Kukrimon is een geslacht van kreeftachtigen uit de klasse van de Malacostraca (hogere kreeftachtigen).

## Soort
- Kukrimon cucphuongensis (Dang, 1975)